# Старое Азмеево
Старое Азмеево (баш. Иҫке Әзмей) — село в Бакалинском районе Башкортостана, относится к Дияшевскому сельсовету.

## История
Известно с 1765 под названием Азмеево. С образованием в начале 20 в. выселка Новое Азмеево получило современное название. Оно происходит от иҫке ‘старый’ и личного имени Әзмей
Основано башкирами Сарали-Минской волости Ногайской дороги на собственных землях, по другим данным, основатели деревни новокрященные черемисы. В конце 18 в. здесь учитывались также тептяри, черемисы.
Занимались скотоводством, земледелием, пчеловодством.
До 1987 года в составе Казанчинского сельсовета(Указ Президиума ВС Башкирской АССР от 11.12.1987 N 6-2/478 «Об образовании Староазмеевского сельсовета Бакалинского района»).
В 1987—2008 годах возглавлял Староазмеевский сельсовет.
В связи с упразднением Староазмеевского сельсовета в 2008 году вошёл в состав Дияшевского сельсовета (Закон Республики Башкортостан от 19.11.2008 N 49-з «Об изменениях в административно-территориальном устройстве Республики Башкортостан в связи с объединением отдельных сельсоветов и передачей населённых пунктов», ст.1, п.6 б)).

## География
Расположено на р.Ушачь (приток р. Сюнь).

### Географическое положение
Расстояние до:
- районного центра (Бакалы): 26 км,
- центра сельсовета (Дияшево): 19 км,
- ближайшей ж/д станции (Туймазы): 73 км.

## Население
| 2002 | 2009 | 2010 |
| ---- | ---- | ---- |
| 418  | ↘417 | ↘343 |

Историческая численность населения: в 1795 в 30 дворах проживало 218 человек; в 1865 в 110 дворах — 649 чел.; в 1906—1232; 1920—1323; 1939—780; 1959—537; 1989—406; 2002—418.
Национальный состав
Согласно переписи 2002 года, преобладающие национальности — кряшены (51 %), татары (39 %).

## Инфраструктура
Население занято в ООО «Азмей». Есть основная школа, фельдшерско-акушерский пункт, ДК, библиотека.
В 1906 — церковь, министерская школа, 2 бакалейные лавки, хлебозапасный магазин. Ранее были 2 водяные мельницы.